# دوغ جونغ
دوغ جونغ (بالإنجليزية: Doug Jung)‏ هو كاتب سيناريو ومنتج أفلام أمريكي، ولد في القرن العشرين.

## وصلات خارجية
- دوغ جونغ على موقع IMDb (الإنجليزية)
- دوغ جونغ على موقع قاعدة بيانات الفيلم (الإنجليزية)